# Гаазький конгрес 1790 р.
Гаазький конгрес 1790 р. — дипломатичне зібрання представників Австрії, Великої Британії, Пруссії і Голландії; відбувся після підписання Райхенбахської угоди 1790 році і був присвячений остаточному врегулюванню протиріч між Австрією і Пруссією. Завдяки дип. діяльності Великої Британії вдалося відвернути австрійсько-прусську війну, переконавши Пруссію, перед лицем загрози воювати з Австрією без союзників, відмовитись від планів вторгнення до охопленої рев-цією Бельгії. Конгрес остаточно оформив відновлення влади Австрії над Бельгією. Велика Британія робила спроби домогтись якнайшвидшого завершення всіх воєн у Європі, щоб забезпечити спільний виступ європейських держав проти революційної Франції. Після Гаазького конгресу британський уряд сприяв зміцненню та юридичному оформленню співпраці Австрії та Пруссії у придушенні бельгійської революції. Гаазький конгрес був першим дипломатичним зібранням провідних держав для створення потужної контрреволюції в Європі і забезпечив взаємопорозуміння, необхідне для організації майбутніх антифранцузьких коаліцій.